# Car Wars
Car Wars è un wargame da tavolo di combattimento tra veicoli ideato da Chad Irby e Steve Jackson, pubblicato nel 1991 dalla Steve Jackson Games, ambientato in un futuro post apocalittico.

## Gioco
In Car Wars, i giocatori assumono il controllo di uno e più veicoli, che possono andare da moto a semiarticolati. Le regole opzionali includono elicotteri, ultraleggeri, palloni a aria calda, imbarcazioni, sottomarini e carri armati. I veicoli sono tipicamente equipaggiati con armi, come missili e mitragliatrici, componenti aggiuntivi, come ruote antincendio e iniettori di protossido d'azoto, ed elementi difensivi, corazze, impianti di puntamento radar).
I giochi pubblicati usano pedine in cartoncino per rappresentare veicoli in combattimento simulato su una mappa. La maggior parte delle edizioni del gioco prevedevano una scala 1 pollice : 15 piedi (con modellini in scala 1:80), sebbene a partire dalla quinta edizione passò a usare una scala di 1 pollice: 5 piedi (modellini in scala 1:60), per permettere l'uso di macchinine giocattolo come le Hot Wheels o le Matchbox, pezzi scenici di modellismo ferroviario, o miniature scala 28mm-30mm per wargame tridimensionale. Alcuni giocatori usano altri modellini come le Micro Machines, o anche modelli in scala 1:25.
Car Wars ha molti scenari disponibili e il regolamento permette ai giocatori di crearsene di propri. Scenari tipici possono essere il completare un percorso pericoloso e scontri in un'arena con cui ottenere premi per migliorare le proprie auto. Molte sessioni di gioco consistono nel giocare una serie di scenari stile arena, migliorando le auto tra una competizione e l'altra. Al culmine della popolarità del gioco, molte convention di gioco e club sponsorizzavano tornei di Car Wars in cui finalisti vincevano premi in denaro reali.
I risultati del fuoco contro gli avversari, dei danni causato e dei tentativi di ripararli sono determinati dal tiro di dadi a sei facce. Ogni partita è suddivisa in turni in cui ogni turno rappresenta un secondo di tempo reale. Nella prima edizione ogni turno era diviso in dieci fasi, nella edizione rivista questi sono state ridotte a cinque fasi e infine nell'ultima edizione in tre fasi. Tutte le azioni in Car Wars sono simultanee, i giocatori non tirano i dadi per l'iniziativa, invece in ogni fase la miniatura che rappresenta il veicolo viene spostata di un numero di pollici determinato dalla sua velocità e può sparare le sue armi che abbiano un bersaglio nel loro arco di tiro e in linea di vista. Come parte del movimento possono essere tentate altre manovre di difficoltà crescente, ma più manovre vengono tentate e più probabile che il veicolo slitti o abbia un incidente. Risolte tutte le fasi si comincia un nuovo turno. Tipicamente una partita si conclude dopo qualche turno, che rappresentano una battaglia durata pochi secondi in tempo di gioco, ma qualche ora in tempo reale.
Mentre il nucleo delle regole originali di Car Wars era un gioco da tavolo, sono stati pubblicati supplementi per trasformarlo in un gioco di ruolo. Altre espansioni come regole aggiuntive, miniscenari, prodotti con doppie statistiche, come Autoduel Champions (per essere usato con Car Wars o con Champions) e articoli pubblicati su riviste di gioco espandevano ulteriormente il gioco.

## Ambientazione
Car Wars è ambientato cinquant'anni dopo la data di pubblicazione dei manuali di gioco. In questo futuro alternativo le risorse naturali sono severamente ridotte e il governo degli Stati Uniti d'America ha nazionalizzato l'industria petrolifera. Ciò condusse a una seconda guerra civile americana che terminò con la secessione degli "Free Oil States" (Texas, Oklahoma, e Louisiana). Una serie di carestie in varie parti del mondo provocò uno limitato scambio nucleare tra gli Stati Uniti e l'Unione Sovietica, anche se i missili antimissile ridussero i danni. Dopo la guerra seguirono anni di crisi economica e uno stato di agitazione mondiale, durante i quali gli "sport della morte" divennero una forma di intrattenimento popolare. È questo scenario post apocalittico ad aver generato i confronti tra Car Wars e i film della serie di Interceptor.
Con il ritorno alla normalità nacque lo sport organizzato dell'"autoduelling" come forma di demolition derby armato. Nacque la American Autoduel Association (AADA) per sponsorizzare eventi e autoduellisti. In questo futuro la tecnologia permette la costruzione di veicoli di progetto innovativi, con sistemi d'arma miniaturizzati e motori a combustione interna rimpiazzati da avanzati motori elettrici. Inoltre la clonazione di esseri umani e la tecnologia per immagazzinarne le memorie ha reso la morte solo un problema temporaneo per gli autoduellisti che possono permettersene l'uso. Car Wars è un gioco progettato per permettere ai giocatori di simulare questi duelli.

## Storia editoriale
Car Wars fu inizialmente pubblicato nel formato ziplock (un piccolo sacchetto di plastica che conteneva il manuale e i vari componenti) nel 1980, e citava la storia breve Why Johnny Can't Speed  di Alan Dean Foster " come ispirazione principale. Il gioco vinse il Charles S. Roberts Award (all'epoca ancora unito all'Origins Award) per il "Best Science Fiction Boardgame of 1981" e fu nominato nella lista Games 100 dalla rivista Games nel 1985.
Con l'aumento di popolarità del gioco furono pubblicate edizioni più costose ed elaborate. Car Wars servì anche come ispirazione per il videogioco Autoduel pubblicato nel 1985 dalla Origin Systems. Steve Jackson ha espresso anche in altre occasioni un interesse nello sviluppo di videogiochi basati sul concetto di Car Wars.
La popolarità del gioco calò durante gli anni novanta e la Steve Jackson Games cessò la pubblicazione della rivista dedicata Car Wars alla fine del 1992. L'ultima pubblicazione di materiale ufficiale per Car Wars comparve nella rivista Pyramid
La Steve Jackson Games sviluppò, GURPS Autoduel, un gioco di ruolo basato sull'ambientazione di Car Wars, e sviluppato usando il regolamento generico GURPS, di cui pubblicò due edizioni, la prima nel 1986 e la seconda nel 1997. Alla fine degli anni ottanta e inizio degli anni novanta pubblicò gli AADA Road Atlas, una serie di espansioni sia per il gioco di ruolo che per quello da tavolo.
Nel 2002 la Steve Jackson Games tentò di rivitalizzare il gioco pubblicando una versione completamente rivista e semplificata di Car Wars indirizzata a nuovi giocatori e definita versione 5.0. Il formato di vendita della nuova edizione che disperdeva il regolamento in più prodotti ridondanti, ebbe una risposta contraddittoria e non furono pubblicati ulteriori supplementi, nonostante che l'edizione del 2002 sia ancora in stampa.
Nell'ottobre 2009 la versione digitale della quinta ristampa della seconda edizione Car Wars Compendium venne resa disponibile su e23, il negozio online della Steve Jackson Games.
Car Wars (sia il gioco da tavolo che quello di ruolo) furono tradotti in francese da Croc.
Nel 1991 la Steve Jackson Games pubblicò Car Wars: The Card Game, progettato da Creede e Sharleen Lambard, seguito nel 2011 da una seconda edizione. Shannon Appelcline commentò sulla seconda edizione del gioco "È basato su un concetto divertente — spazzare via le macchine degli avversari è il progetto della scatola è attraente, c'è un gioco compatibile Battle Cattle ... ma quando si inizia a leggere le regole il gioco inizia a perdere il suo lustro". Descrive le regole come "estremamente" casuali e conclude la recensione commentando "Sono discretamente certo che c'è un gioco dannatamente buono in questa scatola da qualche parte, semplicemente non è quello descritto nelle regole."

### Edizioni
Le prime quattro edizioni hanno usato una scala 1 pollice:15 piedi. Aeroduel introdusse una scala per i combattimenti aerei di ¼-pollice:15 piedi. La quinta edizione usa una scala di 3 pollici:15 piedi.

## Prima edizione
- Car Wars 1981–1984. Pubblicato in formato ziplock-bag 4" × 7" o Pocket Box). Regole per auto, pickup, furgoni e moto. Il turno è suddiviso in dieci fasi.
- Sunday Drivers/Crash City 1982 (pocket box). Aggiunge pedoni, piccoli autobus e regole per gli edifici.
- Truck Stop 1983 (Pocket Box). Aggiunge autobus e semiarticolati.
- Autoduel Champions 1983 (libro 8½" × 11"). Aggiunge elicotteri, grasshopper (auto volanti) e supereroi (questi ultimi non considerati parte del canone per Car Wars). Viene presentato un sistema di movimento alternativo basato su mappa esagonale con auto grosse tre pollici ed esagoni di 1 pollice, pensata per essere usata con il gioco di ruolo. Questo sistema non venne successivamente ripreso, anche se la scala è la stessa di Car Wars: Fifth Edition.
- Car Wars Reference Screen 1983 (pannello a tre fogli 8½" × 11"). Aggiunge un sistema avanzato di gestione delle collisioni.
- The AADA Vehicle Guide 1983 (libro). Aggiunge i trike (moto a tre ruote) e regole per il fuoripista.

### Seconda edizione
- Car Wars Deluxe Edition 1985 (set in scatola). Combina e raffina le varie regole della prima edizione, aggiungendo autoarticolati. A partire dall'edizione del 1990 la Deluxe Edition in scatola contiene il manuale Car Wars Compendium: Second Edition piuttosto che il Deluxe Edition originale.
- Dueltrack 1986 (set in scatola). Aggiunge motori a benzina, armature in metallo, auto da corsa e regole per il primo periodo delle competizioni, Chassis & Crossbow
- The AADA Vehicle Guide: Volume 2 1987 (5½" × 8½" book)
  - Added sedans, and campers (SUVs)
- Boat Wars 1988 (Pocket Box), 1990 (9" × 12" box)
  - Added boats, amphibious cars, and hovercraft

### Terza edizione
- Car Wars Compendium 1989 (libro). Compila tutte le regole della seconda edizione (eccetto quelle sulle auto da corsa) in un unico volume e raffina le regole sul movimento delle auto basandole più sull'uso della turning key che sulla griglia della mappa.

### Quarta edizione
- Car Wars Compendium: Second Edition 1990, 1996 (libro). Rivede le regole, incluse quelle sulle auto da corsa con molti aggiornamenti e miglioramenti. Il turno viene ridotto a cinque fasi.
- Car Wars Tanks 1990 (libro). Aggiunge veicoli militari cingolati, carri armati e grossi cannoni.
- Aeroduel 1990 (set in scatola). Aggiunge veicoli ad ala fissa e dirigibili, sia con armamento civile, che militare.
- Uncle Albert's Catalog From Hell 1992 (libro). Include tutte le regole di costruzione, armi e equipaggiamenti già pubblicati. Include aggiornamenti minori alle regole pubblicate sul Car Wars Compendium: Second Edition

### Quinta edizione
- Car Wars 5.0 2002 (9 libretti dimensioni fumetto, tutti con le stesse regole con diverse variazioni sul progetto delle auto — uno qualunque è sufficiente per giocare). Le regole prevedono esclusivamente auto e sono semplificate rispetto alle edizioni precedenti. Il turno è ridotto a tre fasi, la scala cambiata da 1 pollice corrisponde a 5 piedi a 1 pollice corrisponde a 15 piedi. Senza regole ufficiali per costruirsi i veicoli.

## Club e organizzazioni
La Steve Jackson Games organizzò l'The American Autoduel Association (AADA) nel mondo reale come organizzazione mondiale di giocatori. Supportandola inizialmente con una rivista chiamata Autoduel Quarterly. Questa conteneva idee per campagne, nuovi veicoli, "finte" pubblicità e nuove armi e accessori, così come risposte a questi sulle regole. Gli abbonati ricevevano bonus nella forma di mappe, pedine extra o altri aiuti per il gioco da ritagliare dalla busta di spedizione in cartoncino in cui era inviata. I club locali potevano associarsi pagando una quota annuale per essere considerati "ufficiali".
L'AADA servì anche a raccogliere e strutturare regoli e indicazioni comuni da seguire durante gli eventi "ufficiali". Campionati mondiali annuali vennero tenuti annualmente alla Origins Game Fair.
L'AADA non esiste più come club ufficiale riconosciuto dalla Steve Jackson Games, anche se ci sono ancora diversi club locali, siti e gruppi che gestiscono partite per posta che affermano di essere affiliati all'AADA.
Successivamente al tentato rilancio di Car Wars nel 2002 il sito ufficiale di Car Wars annunciò un piano per il rilancio dell'AADA e la pubblicazione di un periodico intitolato Autoduel Times, a cui al 2012 non è stato dato seguito.

## Altri prodotti
Nel 1991 la Epic Comics pubblicò Car Warriors, una miniserie a fumetti di quattro numeri ambientata nel mondo di Car Wars.
La TSR pubblicò Car Wars Adventure Gamebooks, una collana di librogame . Sono tra i più complessi librogame pubblicati dalla TSR, comprendendo un sistema di creazione del personaggio a punti e un regolamento per la gestione dei combattimenti tra i veicoli. I titoli pubblicati sono stati:
- Battle Road
- Fuel's Gold
- Dueltrack
- Badlands Run
- Green Circle Blues
- Mean Streets
- Convoy

La Tor Books pubblicò una trilogia di romanzi ambientati nell'universo di Car Wars:
- David Drake (1992). The Square Deal
- Aaron Allston (1994). Double Jeopardy: Car Warriors 2
- Mick Farren (1999). Back from Hell.